# جين يو فراي
جين يو فراي (بالكورية: 진 유 프레이؛ مواليد 20 مايو 1985) هي مُقاتلة فنون قتالية مختلطة كورية أمريكية.

## وصلات خارجية
- جين يو فراي على موقع يو إف سي (الإنجليزية)
- جين يو فراي على موقع شيردوغ (الإنجليزية)
- جين يو فراي على موقع Tapology.com (الإنجليزية)
- جين يو فراي على موقع IMDb (الإنجليزية)